# Шохат, Исраэль
Исраэль Шохат (ивр. ישראל שוחט‎, англ. Israel Shochat) (30 января 1886, Лысково Гродненской губернии — 7 июля 1961, Тель-Авив) — израильский военный, политический и общественный деятель, один из репатриантов второй алии, активист сионистского рабочего движения, создатель и руководитель Ха-Шомера.

## Биография
Родился в богатой семье землевладельца Дова Шохата и Таубы Яковлевны Гаркави (сестра известного семитолога А. Я. Гаркави). Его старший брат — Элиэзер Шохат. В юности присоединился к сионистскому социалистическому движению, в По‘алей Цион вступил сразу после основания организации в Российской империи. Образование получил в Варшавском коммерческом училище и в сельскохозяйственной школе в Кале. В 1904 году вместе со старшим братом перебрался в Эрец-Исраэль; став сельскохозяйственным рабочим в Петах-Тикве. В 1907 году был участником VIII Сионистского конгресса в Гааге, и в том же году был среди создателей Всемирного социалистического союза еврейских рабочих По‘алей Цион. Весной 1919 года вместе с семьёй вернулся в Эрец-Исраэль, поселившись в Кфар-Гил‘ади.
В 1920 года принял участие в Лондонской сионистской конференции, в конце того же года занялся частной адвокатской практикой. Вступил в партию Ахдут ха-Авода и принял активное участие в основании Хаганы, Гдуд ха-‘авода и Хистадрута. В 1925 года проводил в Москве переговоры с представителями секретных служб СССР о сотрудничестве с советской разведкой, но эти переговоры не увенчались успехом.
В 1930−1940-х выступал защитником в судах оккупированной британцами Палестины на процессах членов Хаганы. После создания Государства Израиль стал юридическим советником Министерства полиции Израиля. Умер в 1961 году в Тель-Авиве. Его жена — Маня Шохат, сын — Гидеон Шохат.

## Труды
- «Ковец Ха-Шомер» (Тель-Авив, 1937);
- «Сефер Ха-Шомер» (Тель-Авив, 1957).